# Saitama Super Arena
Saitama Super Arena (jap. さいたまスーパーアリーナ Saitama Sūpā Arīna) – hala sportowa w Saitamie, stolicy japońskiej prefektury Saitama.
Budowa hali rozpoczęła się w styczniu 1997, a ukończona została we wrześniu 2000. Na trybunach może zasiąść 37 tys. widzów.